# Miody ze Wzgórz Świeszewskich
Miody ze Wzgórz Świeszewskich – regionalny produkt pszczelarski, charakterystyczny dla powiatu gryfickiego. 30 maja 2018 wpisany na polską listę produktów tradycyjnych (zgłaszającym była Małgorzata Chabowska).

## Historia
Miody na terenach obecnego powiatu gryfickiego wytwarzane były na pewno w okresie średniowiecza. Eksportowano je wówczas m.in. do Lubeki i dalej do różnych krajów europejskich. W XVIII wieku działał w Gryficach jesienny jarmark pszczelarski. Po II wojnie światowej tradycja wytwarzania miodu datuje się od lat 50. XX wieku. W 1951 powstała Spółdzielnia Rolna w Baszewicach, która od 1956 zajęła się działalnością pszczelarską. Tradycje te zostały podtrzymane przez kolejne pokolenia i obecnie kultywowane są przez lokalnych pszczelarzy, którzy zgodnie z regulacjami wpisu produkują miód wielokwiatowy, faceliowy, lipowy, rzepakowy, mniszkowy, spadziowy, nawłociowy, akacjowy rozlewany do słoików o pojemności 0,5 lub 1 litr. Konsystencja jest płynna (patoka), a po skrystalizowaniu drobnoziarnista (krupiec).

## Nagrody
W 2016 miód zdobył pierwsze miejsce w konkursie „Nasze Kulinarne Dziedzictwo – Smaki Regionów” (Poznań) w kategorii produktów i przetworów pochodzenia zwierzęcego.

## Wzgórza Świeszewskie
Wzgórza Świeszewskie nie są oficjalną nazwą geograficzną. Jest to potoczna nazwa na trzy najwyższe wzniesienia gminy Gryfice, znajdujące się w okolicach wsi Świeszewo (Piaskowa Góra, Góra Bukowiec, Góra Wyżynka).